# Willem Commandeur
Wilhelmus Nicolaas (Willem) Commandeur (Koedijk, 15 maart 1919 – Alkmaar, 5 april 1966) was een Nederlands beeldhouwer, schilder en tekenaar.

## Leven en werk
Commandeur kwam uit een landbouwersgezin, hij was een zoon van Johannes Commandeur en Jansje Beers. Hij was als kunstenaar autodidact, op een half jaar tekenles bij Dirk Nap na. Hij woonde en werkte in Koedijk, vanaf 1950 in Alkmaar.
Commandeur maakte naturalistische beelden en kleinplastiek in steen, hout en metaal. Zijn werk bestaat veelal uit gestileerde mens- en dierfiguren. In 1964 had hij een solo-expositie op Slot Assumburg, waar hij naast zijn plastieken ook tekeningen en schilderijen toonde. 
In datzelfde jaar werd een Nederlandse onderafdeling van het Symposion Europäischer Bildhauer opgericht, bestaande uit de beeldhouwers Joop Beljon, tevens directeur van de Koninklijke Academie van Beeldende Kunsten in Den Haag, Willem Commandeur, Herman van der Heide en Rob Stultiens.
Commandeur leed aan longziekte door het steenstof en overleed op 47-jarige leeftijd. In 1967 werd zijn atelier, met zo'n 150 beeldhouwwerken, geveild.

## Werken (selectie)
- 1953 Twee elkander de handslag gevende boeren, ook wel De handslag of boer en tuinder, Drechterwaard, Alkmaar
- 1957 Haan, Dr. Schaepmanplein, Alkmaar

Galerie

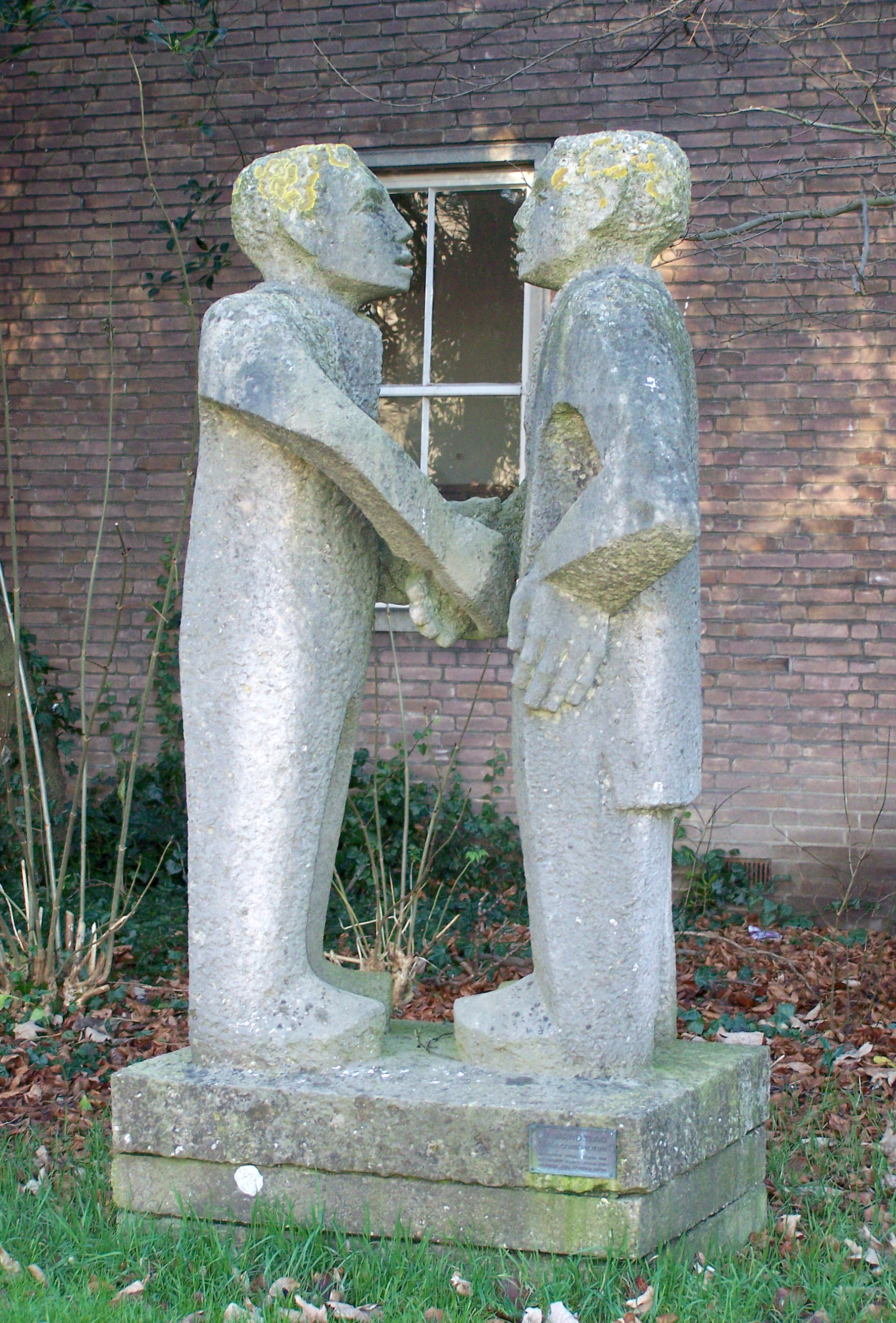
De handslag (1953), Alkmaar
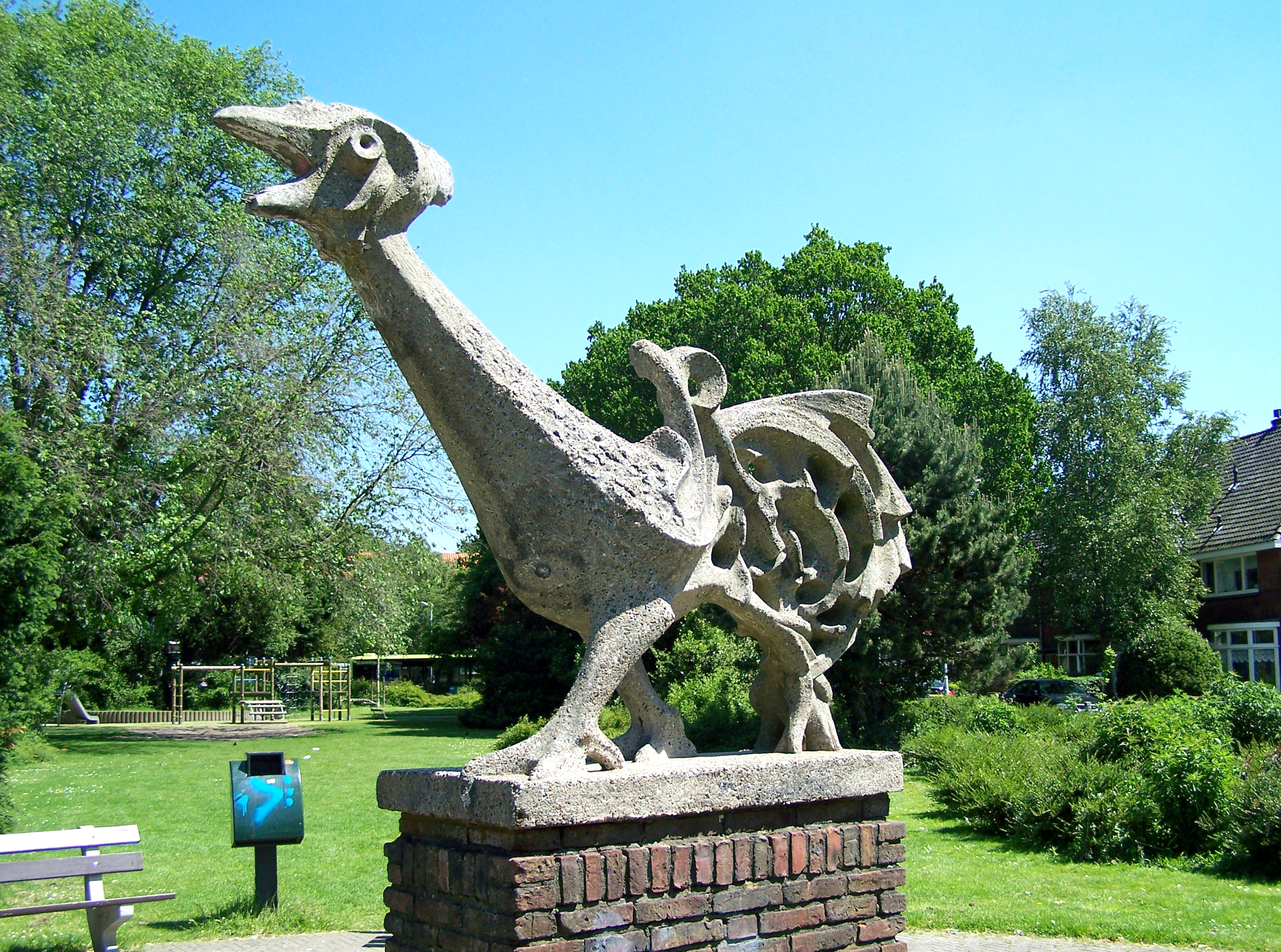
Haan (1957), Alkmaar

- Biografisch Portaal: 15996445
- RKD-Nederlands Instituut voor Kunstgeschiedenis: 17883